# Cidade da Educação
Cidade da Educação é uma iniciativa da Fundação do Catar para a Educação, Ciência, e Desenvolvimento Comunitário. Localizada nos arredores de Doha, a capital do Qatar, a Cidade da Educação abrange 14 quilômetros quadrados e abriga instalações educacionais de diversos níveis de ensino, o que inclui alguns polos universitários, e centros de pesquisa de instituições ao redor do mundo. O projeto tem foco no desenvolvimento da região que abrange o Conselho de Cooperação do Golfo. Também é concebido como um fórum onde as universidades compartilham pesquisa e estabelecem relações com empresas e instituições nos setores público e privado.
O projeto começou a ser desenvolvido em 1997, e se iniciou em 2003.

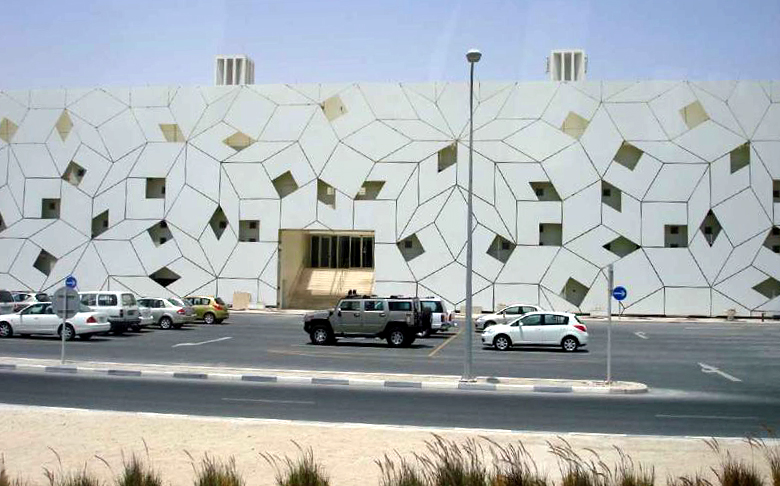
Um dos prédios que abrigam salas de aula para múltiplas instituições de ensino.